# Selenipedium steyermarkii
Selenipedium steyermarkii là một loài thực vật có hoa trong họ Lan. Loài này được Foldats miêu tả khoa học đầu tiên năm 1961.